# Anello Nu

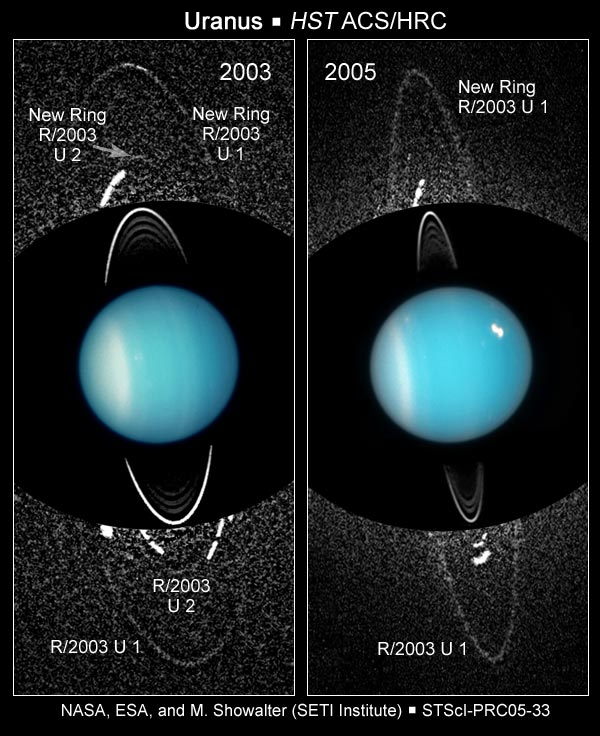
Foto degli anelli R/2003 U 1 e R/2003 U 2

L'anello nu ν che ruota attorno ad Urano, orbita ad una distanza di 67 300 km dal centro del pianeta, vicino Porzia (66 097 km) e Rosalinda (69927 km). È stato scoperto dal telescopio spaziale Hubble nel 2003 e al momento della scoperta ha ricevuto la designazione provvisoria R/2003 U 2. Come gli altri anelli è molto sottile, la sua larghezza è di circa 3 800 km.